# Agrotis psammophaea
Agrotis psammophaea är en fjärilsart som beskrevs av Edward Meyrick 1899. Agrotis psammophaea ingår i släktet Agrotis och familjen nattflyn. Inga underarter finns listade i Catalogue of Life.